# Ivo Deković
Ivo Deković (* 14. Mai 1952 in Šibenik, Jugoslawien, heute Kroatien) ist ein deutsch-kroatischer Künstler.
Er besuchte von 1966 bis 1970 die Marineschule in Split und studierte von 1972 bis 1974 an der Hochschule für Bildende Künste in Novi Sad. Von 1975 bis 1979 setzte er die Studien an der Staatlichen Akademie Düsseldorf bei Klaus Rinke und Nam June Paik fort. 1984 erhielt er einen Lehrauftrag an der FH Aachen im Fachbereich Gestaltung. Seit 1989 hält er dort eine Professur. Im Jahre 1996 gründete das experimentelle Wasserprojekt Sub-Art an der FH Aachen.

## Ausstellungen (Auswahl)
- 1972 Foaje Kozalista, Sibenik, Kroatien
- 1985 Delta Galerie, Düsseldorf, Deutschland
- 1986 Videonale-3, Kunstmuseum Bonn, Deutschland
- 1987 Galeria Zagreb, Kroatien
- 1990 Kunstraum Wuppertal, Deutschland
- 1991 4 semaine internationale de video, Genf, Schweiz
- 1992 European Media Art Festival‚ Osnabrück, Deutschland
- 1993 XLV Biennale di Venezia, Venedig, Italien
- 1993 Videofest, Berlin, Deutschland
- 1993 Goethe-Institut, San Francisco, U.S.A
- 1994 Moderna Galerija Zagreb, Kroatien
- 1994 5. International Cairo Biennale, Ägypten
- 1994 Deutscher Videokunstpreis, Karlsruhe, Deutschland
- 1995 Düsseldorfer Avantgarde, Düsseldorf, Deutschland
- 1995 Mixed Pixels, Kunstmuseum Düsseldorf, Deutschland
- 1996 Delta Galerie, Mönchengladbach, Deutschland
- 1997 Saldo, Kunstpalast Düsseldorf, Deutschland
- 1998 8. Marler Video-Kunst-Preis, Marl, Deutschland
- 1998 Museo Nacional, Argentina, Buenos Aires
- 1998 Museo de Arte, São Paulo, Brasilien
- 2000 "Good Vibrations”, Moskau
- 2000/07 Sub-art, Galerie Maritimo, Boot, Düsseldorf
- 2003 "Aus der Tiefe", Galeria Bethowen, Düsseldorf
- 2005 Sub-art, Gliptoteka HAZU, Zagreb, Kroatien, Deutschland
- 2010 "Digifesta", Biennale Exhibition Hall, Gwangju, South Korea
- 2013 "Smuggling Anthologies", Museum of Modern and Contemporary Art, Rijeka, Kroatien
- 2013 "50 ans d,art Video", Marseille, France
- 2014 Sub-art, Galerie Maritimo, Boot, Düsseldorf
- 2014 “It Took a While to Find These Things” Part Two, OMC Gallery,U.S.A
- 2014 "Smuggling Anthologies", Idrija Municipal Museum, Slowenien
- 2015 "Smuggling Anthologies", Trieste Contemporanea, Trieste, Italien
- 2015 Videonale-15, Bonner Kunstmuseum Bonn, Bonn, Deutschland
- 2016 "Migrants of Mental Spaces",Modern and Contemporary Art, Novi Sad, Serbija
- 2017 "die digitale", ..free energy...,3327.. THE BOX, Düsseldorf, Deutschland

## Preise / Auszeichnungen / Prämie
- 1977: Reisestipendium für den Film „Stein und Meer“, Kunstakademie Düsseldorf, Deutschland
- 1986: 3. Preise für das Video „Linardo“, 3. Videonale Bonn, Bonn, Deutschland
- 1986: Reisestipendium für die Video-Installation „Im Schiff“ (mit Axel Klepsch), Kunstverein Düsseldorf, Deutschland
- 1986: Arbeitsstipendium für das Video „Iwan san“, ZDF (Kleinfernsehen), Deutschland
- 1994: 1. Preis in der Kategorie Installation für das Kunstwerk „Tabula Rasa“, 5. Internationale Kairo Biennale, Ägypten
- 1994: Auszeichnung „Josip Racic“ für Kunst, Zagreb, Kroatien
- 1994: Medaille für kulturelle Verdienste, Republik Kroatien
- 1996: Arbeitsstipendium für Video „Ivan braucht keinen Fernseher“ von AVID Technology, München mit der Studiosysteme Schell GmbH, Köln; 8. Marler Video-Kunst-Preis
- 2001: Prämie für das multimediale Projekt SUB-ART, Zagreb Bank,Zagreb, Kroatien
- 2009: „Teleivori“ – Hommage Nam June Paik, Installation, 10. Trijenale Kroatien Skulptur, Zagreb (drei gleichwertige Preise)
- 2015 : „Ariel“ – Die beste Video (mit Igor Kirin und Nikola Ukic), Kunstprojekt „Schmuggling Anthologies“, MMSU-Rijeka, Kroatien